# Bruno Henriksen
Bruno Romanoff Alexander Henriksen (6. januar 1910 i København – 27. februar 1984 på Frederiksberg) var en dansk pianist, arrangør og kapelmester. Spillede professionelt fra 1935 og fra 1941 til 1953 var han leder af egne jazzorkestre, som fortrinsvis spillede i Arena (spillested), Ambassadeur, Valencia (spillested) og i Dansetten i Tivoli. Blandt de sangerinder han havde tilknyttet kan nævnes Ingelise Rune og Raquel Rastenni. 
Senere i livet arbejdede han som musikproducer i grammofonbranchen.